# Ausserferrera
Ausserferrera (Walserduits: Freila; Reto-Romaans: Farera; Italiaans (verouderd): Ferrera di Fuori) is een plaats en voormalige gemeente in de gemeente Ferrera, die deel uitmaakt van het district Hinterrhein in het Zwitserse kanton Graubünden. Voor 1 januari 2008 was het een zelfstandige gemeente, die toen met Innerferrera gefuseerd werd.
Ausserferrera telt 49 inwoners.
- Gemeinsame Normdatei: 1059379481
- Historisch woordenboek van Zwitserland: 001502
- Historical Dictionary of Switzerland#Lexicon_Istoric_Retic: 259
- Virtual International Authority File: 311187166
- WorldCat: E39PBJy8ytccFy7PXCrTgjQKBP